# دریاچه ناراچ
دریاچه ناراچ (بلاروسی: На́рач) دریاچه‌ای در شمال غرب منطقه مینسک در بلاروس است. این دریاچه در حوضه رود نریس واقع شده و بزرگ‌ترین دریاچه بلاروس است.
این دریاچه زیستگاه ۲۲ سرده ماهی‌ست از جمله مارماهی‌سانان، اردک‌ماهی، ماهی ریشدار و غیره. هم‌چنین ساحل و جزیره‌های این دریاچه مأمن پرندگانی از جمله قوی گنگ، عقاب ماهی‌گیر و کشیم کوچک است.
از دهه ۱۹۵۰ بدینسو، این دریاچه تبدیل به یک استراحتگاه و مقصد گردشگری محبوب شده‌است. گردشگران به شهر ناراچ سفر کرده و به سوی دریاچه می‌روند. هم‌چنین دولت بلاروس در سال ۱۹۹۹ یک پارک به نام پارک ملی ناراچانسکی نیز در کنار این دریاچه ایجاد کرد.